# Gaius Cluilius
Gaius Cluilius war laut der römischen Überlieferung der letzte König von Alba Longa. Er regierte im 7. Jahrhundert v. Chr. zur Zeit des römischen Königs Tullus Hostilius. Sein Vorgänger und die Dauer seiner Regierung sind unbekannt. 
Nach mehreren Grenzzwischenfällen kam es zum Krieg zwischen Rom und Alba Longa. Gaius Cluilius fiel mit seinen Truppen in römisches Gebiet ein und schlug fünf Meilen von Rom entfernt ein Lager auf, das er mit einem angeblich nach ihm als fossa Cluilia bezeichneten Graben umgeben ließ. Er verstarb aber unerwartet, ehe es zur Schlacht kam. Nach seinem Tod wählten die Albaner Mettius Fufetius zum Dictator.